# Covina (Kalifornija)
Covina je grad u američkoj saveznoj državi Kalifornija. Prema popisu stanovništva iz 2010. u njemu je živjelo 47,796 stanovnika.